# Furio Jesi
Furio Jesi (Torino, 19 maggio 1941 – Genova, 17 giugno 1980) è stato uno storico, critico letterario, saggista, germanista e archeologo italiano.

## Biografia
Figlio dell'ufficiale di cavalleria Bruno Jesi, scomparso quando lui aveva soltanto un anno, e di Vanna Chirone, autrice di libri per ragazzi e di un'opera di storia dell'arte, Chiese di tutti i tempi (Ed. Paoline, Torino 1959), a Torino frequentò il liceo classico Vittorio Alfieri senza mai diplomarsi. Compì, giovanissimo, ricerche di archeologia e storia delle religioni nell'ambito mediterraneo, pubblicando una serie di studi sul mondo dell'antico Egitto e dell'antica Grecia, su temi mitologici e su talune forme dei culti misterici, mentre successivamente si interessò - in coincidenza col radicalizzarsi del suo impegno politico intorno al 1968 - in particolare alla sopravvivenza di miti nella cultura moderna e a problemi antropologici, filosofici ed estetici.
Ha considerato come proprio maestro soprattutto il mitologo Károly Kerényi, dal cui umanesimo si è poi però distanziato. All'interesse per la "scienza del mito" e per il funzionamento della "macchina mitologica" Jesi ha affiancato un'importante attività di traduttore, di consulente per varie case editrici italiane e di studioso di germanistica.
Pochi anni prima della sua scomparsa precoce ottenne, per meriti (non avendo conseguito né una laurea né un diploma), la cattedra di Lingua e letteratura tedesca presso l'Università degli Studi di Palermo, trasferendosi poi all'Università di Genova. Proprio alla cultura tedesca e in particolare ad autori come Rilke e Thomas Mann ha dedicato alcuni dei suoi commenti più acuti.
È morto all'età di 39 anni per una fuga di monossido di carbonio dallo scaldabagno della sua casa di Genova durante la notte.

## Pensiero
Partendo da Bachofen, per Jesi "il mito è importante non tanto per la sua essenza, quanto per la sua esistenza: non tanto per ciò che è quanto per la funzione che svolge. Codesta funzione, che è innanzitutto una funzione giuridica, sembra dunque essere stata, nel suo attuarsi, il punto da cui Bachofen è partito per rispondere alla domanda: che cos'è il mito? Funzione è qui bordo di conoscibilità dell'essenza. Il mito può essere conosciuto nella misura in cui la sua essenza si condensa, tanto da divenire percepibile, nel bordo del suo essere che è il suo esistere, il suo fungere".
Nella sua lettura di Wittgenstein (effettuata in parallelo con la lettura di Musil), egli colse "una paradossale gradualità dell'essere conoscibile, là dove per Aristotele vi è soltanto l'alternativa fra conoscibile e inconoscibile. Ed evidentemente non si tratta dei vari gradi del conoscere empirico di una data cosa o di un dato fenomeno (di cui si può sapere di più o di meno), ma di gradi di conoscenza del conoscere in sé, commisurato con il maggiore o minore grado di veridicità del conoscere in sé, commisurato con la maggiore o minore prossimità di codesto conoscere in sé al limite del conoscibile".
In uno dei suoi libri più noti, Furio Jesi parla del linguaggio della pubblicità come del nuovo modo di presentarsi della cultura di destra, la cultura delle “idee senza parole”.

## Opere principali
- La ceramica egizia. Dalle origini al termine dell'età tinita, SAIE, Torino 1958.
- Germania segreta. Miti nella cultura tedesca del '900, Milano: Silva 1967;
  - Germania segreta. Miti nella cultura tedesca del '900, nuova ed. con una postfazione di David Bidussa, Milano: Feltrinelli 1995.
  - Germania segreta. Miti nella cultura tedesca del '900, con un'appendice di testi inediti, con un’introduzione di Andrea Cavalletti, Roma: nottetempo 2018.
- Letteratura e mito, Einaudi, Torino 1968; nuova ed. con un saggio di Andrea Cavalletti, ivi 2002.
- L'esilio, Silva, Roma 1970; nuova ed. con un saggio di Giacomo Jori, Torino, Aragno, 2019.
- Rilke, La Nuova Italia, Firenze 1971.
- Thomas Mann, La Nuova Italia, Firenze 1972.
- Che cosa ha veramente detto Rousseau, Ubaldini, Roma 1972.
- Kierkegaard, Editrice Esperienze, Fossano 1972; nuova ed. con una postfazione di Andrea Cavalletti, Bollati Boringhieri, Torino 2001.
- Saggio su Hermann Hesse pubblicato in "Hermann Hesse, Poesie", per la Lato Side diretta da Luigi Granetto, Roma 1980.
- Mitologie intorno all'illuminismo, Edizioni di Comunità, Milano 1972; nuova ed. parziale, con una presentazione di Giuseppe Ardrizzo, Pierluigi Lubrina Editore, Bergamo 1990
- Il mito, ISEDI, Milano 1973;
  - nuova ed. Arnoldo Mondadori Editore, Oscar Studio, 1980 e 1989.
- Che cosa ha veramente detto Pascal, Ubaldini, Roma 1974.
- Brecht, La Nuova Italia, Firenze 1974.
- La vera terra. Antologia di storici e prosatori sul mito e sulla storia, con un saggio di Georges Dumézil, Paravia, Torino 1974.
- Esoterismo e linguaggio mitologico. Studi su Rainer Maria Rilke, D'Anna, Firenze 1976; nuova ed. Quodlibet, Macerata 2002.
- La festa. Antropologia etnologia folklore, Rosenberg & Sellier, Torino 1977.
- Il linguaggio delle pietre. Alla scoperta dell'Italia megalitica, Rizzoli, Milano 1978.
- Cultura di destra, Garzanti, Milano 1979 e 1993; nuova ed. accresciuta Cultura di destra. Con tre inediti e un'intervista, a cura di Andrea Cavalletti, Nottetempo, Roma 2011.
- Materiali mitologici. Mito e antropologia nella cultura mitteleuropea, Einaudi, Torino 1979; nuova ed. aumentata a cura di Andrea Cavalletti, ivi 2001.
- La casa incantata, illustrata da Emanuele Luzzati, Vallardi, Milano 1982; nuova ed. illustrata da Franco Matticchio, Mondadori, Milano 2000.
- L'ultima notte, Marietti, Genova 1987.
- L’accusa del sangue: il processo agli ebrei di Damasco; metamorfosi del vampiro in Germania, in “Comunità”, n. 170, 1973, pp. 260-302;
  - L'accusa del sangue. Mitologie dell'antisemitismo, postfazione di David Bidussa, Brescia: Morcelliana 1992;
  - L'accusa del sangue. La macchina mitologica dell'antisemitismo, introduzione di David Bidussa, Torino: Bollati Boringhieri 2007.
- Lettura del Bateau ivre di Rimbaud, introduzione di Giorgio Agamben con una nota di Andrea Cavalletti, Quodlibet, Macerata 1996.
- (con Károly Kerényi), Demone e mito. Carteggio 1964-1968, a cura di Magda Kerényi e Andrea Cavalletti, Quodlibet, Macerata 1999.
- Spartakus. Simbologia della rivolta, a cura di Andrea Cavalletti, Bollati Boringhieri, Torino 2000.
- Bachofen, a cura di Andrea Cavalletti, Bollati Boringhieri, Torino 2006.
- Mito, con una nota di Giulio Schiavoni, Nino Aragno Editore, Torino 2008.
- "La ceramica egizia" e altri scritti sull'Egitto e la Grecia (1956-1973), a cura di Giulio Schiavoni, Nino Aragno Editore, Torino 2010.
- Il tempo della festa, a cura di Andrea Cavalletti, Nottetempo, Roma 2013.
- L'ultima notte, a cura di Giulio Schiavoni, con un ricordo dell'autore, di Elisabetta Chicco Vitzizzai, Nino Aragno Editore, Torino 2015.